# Misión Vieja
Misión Vieja (Missão Velha) es una ciudad brasileña de 33.448 habitantes (2007) perteneciente al estado de Ceará en Brasil.